# Melanagromyza tetrica
Melanagromyza tetrica är en tvåvingeart som beskrevs av Spencer 1969. Melanagromyza tetrica ingår i släktet Melanagromyza och familjen minerarflugor. Inga underarter finns listade i Catalogue of Life.